# FREPIC-AWAÑAK
El Frente Popular de las Islas Canarias o FREPIC-AWAÑAK és un partit polític d'esquerres que vol la independència de Canàries respecte d'Espanya.
El seu congrés constituent se celebrà en maig de 1986. El FREPIC-AWAÑAK es formà amb la confluència d'organitzacions polítiques minoritàries com la Organización para los Comunistas Canarios (OCC), o el PRAIC (Partido Revolucionario Africano de las Islas Canarias, organització política procedent del Partido de los Trabajadores Canarios (PTC), braç polític del MPAIAC). El seu secretari general és Tomás Quintana

## Congrés Constituent
En el congrés constituent celebrat en 1986 es va parlar de superar el que consideraven "errors de la Unión del Pueblo Canario", i es declaren com a pretensions constituir-se en "l'embrió del gran moviment popular que ens portarà fins a la República Popular Canària, unificant en el transcurs de la lluita les classes i sectors populars canaris que estan, objectivament, en contra del domini colonial i per la independència política total, rebutjant obertament i a priori qualsevol sortida autonomista, fins i tot aquelles que es proclamen com a passos previs a l'autodeterminació i la independència", definint al FREPIC com a "una organització popular, en quant aspira a ser front de masses i no una elit revolucionària.".

## Trajectòria
El FREPIC-AWAÑAK mai no ha arribat a assolir representació política, ja que es tracta d'una organització minoritària. Els millors resultats electorals els va obtenir a les eleccions al Senat de 1996, on va assolir al voltant de 5.000 vots. D'aleshores ençà FREPIC-AWAÑAK no ha tornat a presentar-se a les eleccions.
En els darrers anys, i després de diversos abandonaments i escissions, el FREPIC-AWAÑAK ha dut a terme una política d'apropament al Marroc (fent dures crítiques al Front Polisario), i tant des de la dreta com des d'altres sectors de l'independentisme se'ls acusa de ser finançats per la monarquia marroquina. També des de diferents sectors polítics es denuncia una dretanització en els plantejaments del partit. Actualment el FREPIC-AWAÑAK només està organitzat a l'illa de Gran Canària.